# Sagraea barahonensis
Sagraea barahonensis är en tvåhjärtbladig växtart som först beskrevs av Ignatz Urban och Erik Leonard Ekman, och fick sitt nu gällande namn av Brother Alain. Sagraea barahonensis ingår i släktet Sagraea och familjen Melastomataceae. Inga underarter finns listade i Catalogue of Life.